# Compositie met blauw, geel, rood, zwart en grijs
Compositie met blauw, geel, rood, zwart en grijs is een schilderij uit 1922 van de Nederlandse kunstschilder Piet Mondriaan. Het kunstwerk is uit de periode moderne kunst, De Stijl. Het schilderij hangt in het Stedelijk Museum Amsterdam.

## Toeschrijving en datering
Het schilderij is linksonder gemonogrammeerd en gedateerd ‘PM 22’.

## Herkomst
Het werk was van 1922 tot 1948 in het bezit van civiel ingenieur Theodoor Karel van Lohuizen. Vanaf 1948 bevindt het zich in het Stedelijk Museum Amsterdam.